# Kanton Antony
Der Kanton Antony ist seit 1967 ein französischer Wahlkreis im Arrondissement Antony, im Département Hauts-de-Seine und in der Region Île-de-France.
Der Kanton Antony ist identisch mit der Stadt Antony.